# Euphorbia misella
Euphorbia misella är en törelväxtart som beskrevs av Sereno Watson. Euphorbia misella ingår i släktet törlar, och familjen törelväxter. Inga underarter finns listade i Catalogue of Life.